# Ba ba baciami piccina
Ba ba baciami piccina  è un brano musicale italiano del 1940, scritto da Luigi Astore, Riccardo Morbelli, fu inciso nel 1940 da Alberto Rabagliati, che la cantò nel film Una famiglia impossibile di Anton Giulio Bragaglia. Lo stesso anno fu pubblicata anche una versione di Mario Consiglio e la sua orchestra.
La canzone, dal ritmo swing,  riscosse un enorme successo negli anni '40 ed è una delle più rappresentative di quella tendenza esterofila in corso in quegli anni.

## La versione in inglese
Nel 1952 la cantante Rosemary Clooney incise la sua versione in inglese, con testo del paroliere Eddie Stanley, dal titolo Botch-A-Me; nel 1952 raggiunse la #2 della hit parade statunitense. 
Negli anni 2000 fu inserita nella colonna sonora nella prima stagione della serie televisiva statunitense Mad Men e nell'album Mad Men, Vol. 1.

## Nel cinema
- 1962, Gli eroi del doppio gioco, di Camillo Mastrocinque.